# Lista monumentelor istorice din județul Dâmbovița - H

Simbol utilizat pentru monumentele istorice

Lista monumentelor istorice din județul Dâmbovița - H cuprinde monumentele istorice înscrise în Patrimoniul cultural național al României și aflate în localități din județul Dâmbovița al căror nume începe cu litera H. 
Lista completă este menținută și actualizată periodic de către Ministerul Culturii, Cultelor și Patrimoniului Național din România, prin intermediul Institutului Național al Patrimoniului, ultima versiune datând din 2015. Această listă cuprinde și actualizările ulterioare, realizate prin ordin al ministrului culturii.
Puteți căuta un monument din județul Dâmbovița folosind formularul de mai jos sau puteți naviga prin toate monumentele din județ la lista monumentelor istorice din județul Dâmbovița.
| Cod LMI                              | Denumire                                                     | Localitate                        | Localizare | Datare, Creatori                        | Imagine               | Erori             |
| ------------------------------------ | ------------------------------------------------------------ | --------------------------------- | --- | --------------------------------------- | --------------------- | ----------------- |
| DB-I-s-B-17055 (RAN: 69009.01)       | Situl arheologic de la Hanu lui Pală, punct „Pădurea Baracu” | sat Hanu lui Pală; comuna Uliești | „Pădurea Baracu”, la 1 km SE de sat, în colțul de NE al pădurii                                                                 |                                         | Încarcă foto \| video | Raportează eroare |
| DB-I-m-B-17055.01 (RAN: 69009.01.02) | Așezare                                                      | sat Hanu lui Pală; comuna Uliești | „Pădurea Baracu”, la 1 km SE de localitate, în colțul de NE al pădurii                                                          | Epoca bronzului mijlociu, Cultura Tei   | Încarcă foto \| video | Raportează eroare |
| DB-I-m-B-17055.02 (RAN: 69009.01.01) | Așezare                                                      | sat Hanu lui Pală; comuna Uliești | „Pădurea Baracu”, la 1 km SE de localitate, în colțul de NE al pădurii                                                          | Epoca bronzului timpuriu, Cultura Glina | Încarcă foto \| video | Raportează eroare |
| DB-I-s-B-17056 (RAN: 69009.02)       | Situl arheologic de la Hanu lui Pală, punct „Pe Baracu”      | sat Hanu lui Pală; comuna Uliești | „Pe Baracu”, la 2,3 km S de localitate, pe partea stângă a pârâului Baracu și la V de DC Hanu lui Pală - Sârbeni (jud. Giurgiu) |                                         | Încarcă foto \| video | Raportează eroare |
| DB-I-m-B-17056.01 (RAN: 69009.02.02) | Așezare                                                      | sat Hanu lui Pală; comuna Uliești | „Pe Baracu”, la 2,3 km S de localitate, pe partea stângă a pârâului Baracu și la V de DC Hanu lui Pală - Sârbeni (jud. Giurgiu) | Epoca bronzului                         | Încarcă foto \| video | Raportează eroare |
| DB-I-m-B-17056.02 (RAN: 69009.02.01) | Așezare                                                      | sat Hanu lui Pală; comuna Uliești | „Pe Baracu”, la 2,3 km S de localitate, pe partea stângă a pârâului Baracu și la V de DC Hanu lui Pală - Sârbeni (jud. Giurgiu) | Neolitic                                | Încarcă foto \| video | Raportează eroare |
| DB-I-s-B-17054 (RAN: 66492.01)       | Așezare                                                      | sat Hăbeni; comuna Bucșani        | „Între grădini”, la SE de sat, spre comuna Comișani, pe terasa dreaptă a Ialomiței                                              | Epoca bronzului, Cultura Tei            | Încarcă foto \| video | Raportează eroare |
| DB-II-m-B-17532                      | Biserica „Sf. Nicolae”                                       | sat Hăbeni; comuna Bucșani        | Str. Bisericii 201 | 1822                                    | Încarcă foto \| video | Raportează eroare |
| DB-II-m-B-17533                      | Biserica „Adormirea Maicii Domnului”                         | sat Hodărăști; comuna Cornești    | În cătunul Brânzari | 1910                                    | Încarcă foto \| video | Raportează eroare |
| DB-II-m-B-17534                      | Biserica „Adormirea Maicii Domnului”, „Sf. Nicolae”          | sat Hulubești; comuna Hulubești   | | 1863 - 1865                             | Încarcă foto \| video | Raportează eroare |